# Strážske
Strážske (bis 1927 slowakisch „Stražské“; deutsch selten Straschke, ungarisch Őrmező) ist eine Stadt in der Ostslowakei mit 4166 Einwohnern (Stand 31. Dezember 2024).

## Geographie

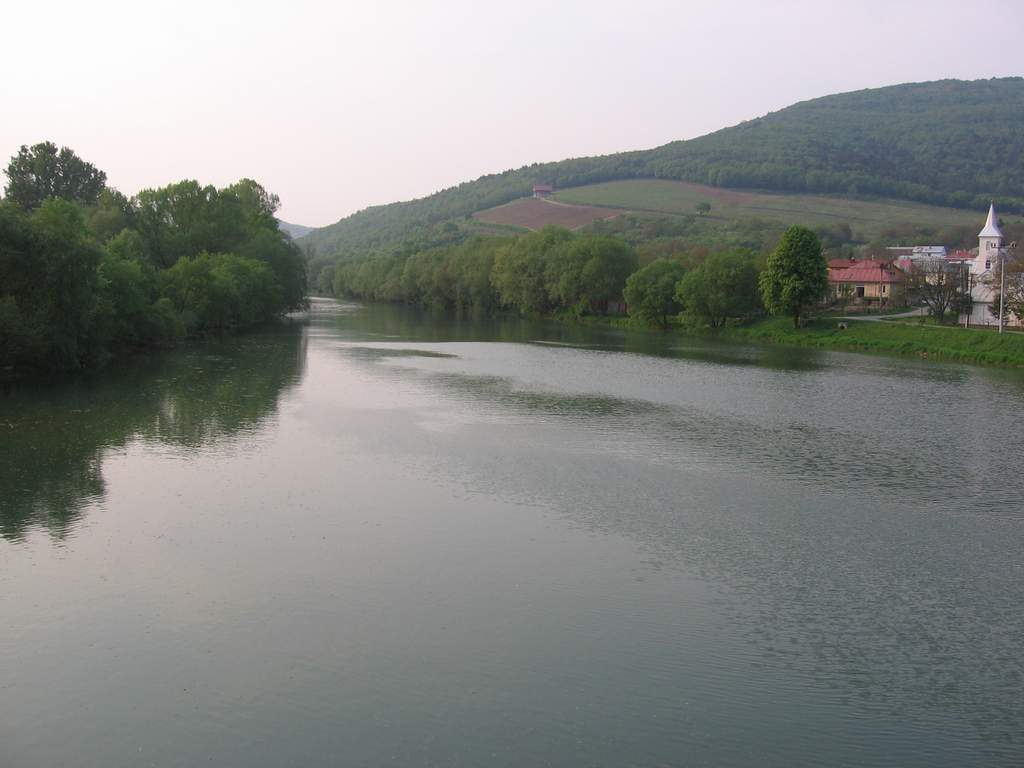
Der Laborec bei Strážske

Die Stadt befindet sich im Ostslowakischen Hügelland im nördlichen Teil des Ostslowakischen Tieflands. Östlich am Ort vorbei fließt der Laborec. Das Stadtzentrum liegt auf einer Höhe von 135 m n.m. und ist 11 Kilometer von Humenné, 14 Kilometer von Vranov nad Topľou, 17 Kilometer von Michalovce sowie 64 Kilometer von Košice entfernt (jeweils Straßenentfernungen).
Strážske gliedert sich in die Stadtteile Krivošťany (1960 eingemeindet), Pláne und Strážske.
Nachbargemeinden sind Brekov im Norden, Jasenov im Nordosten, Staré im Osten und Südosten, Voľa im Süden, Pusté Čemerné im Südwesten, Nižný Hrabovec und Kladzany im Westen und Tovarnianska Polianka und Hudcovce im Nordwesten.

## Geschichte

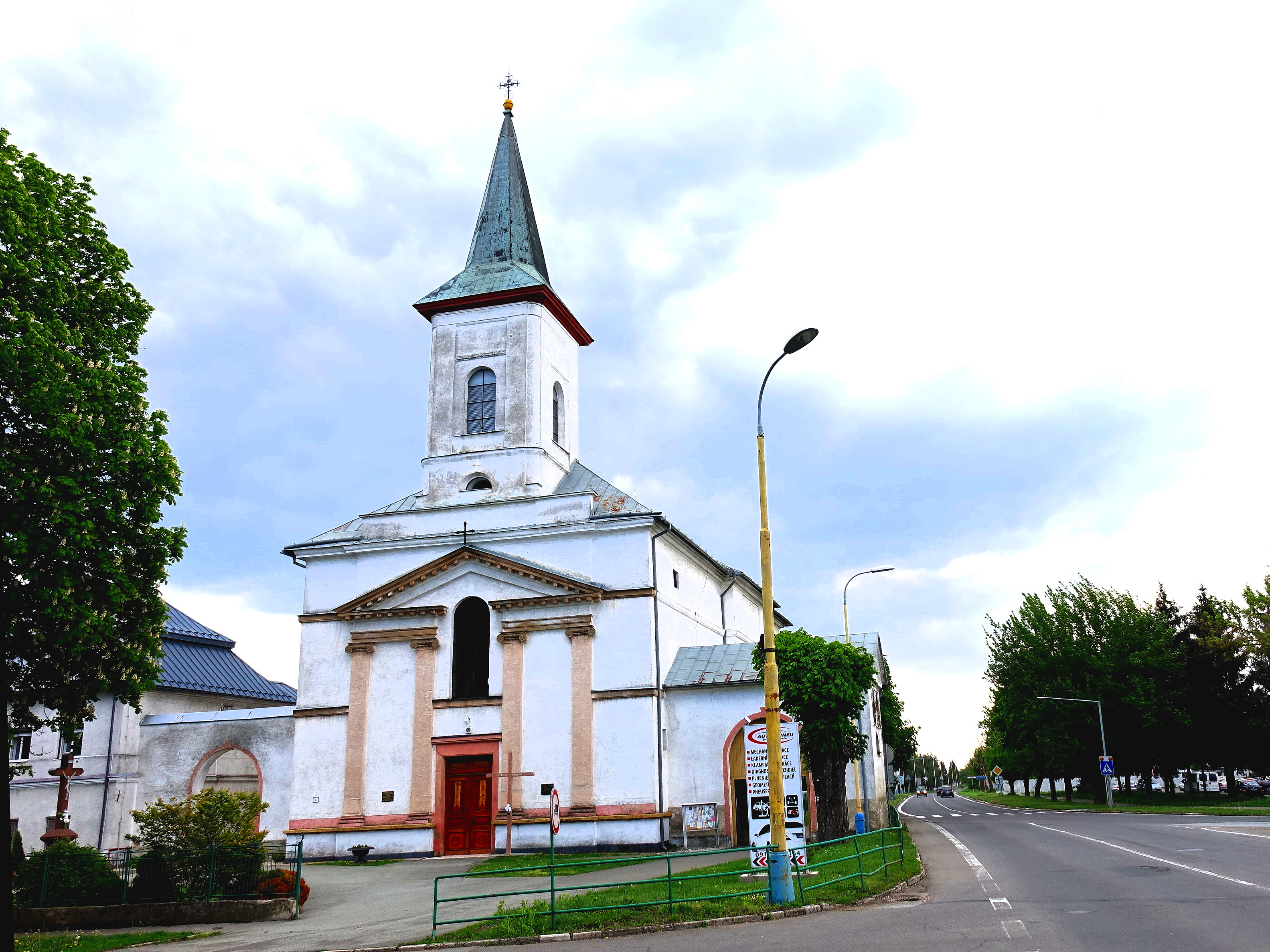
Römisch-katholische Kirche in Strážske

Das Gemeindegebiet von Strážske, inklusive des Ortes Krivošťany, wurde in der Jungsteinzeit besiedelt, bekannt sind auch einige Hügelgräber. Aus Krivošťany stammt ein noch im 19. Jahrhundert gefundener Schatz mit römischen Münzen.
Strážske wurde schon im 11. und 12. Jahrhundert als Siedlung königlicher Wächter an der Nordgrenze des frühungarischen Staates besiedelt, zum ersten Mal aber erst 1337 als Ewrmezew schriftlich erwähnt. Damals war der Ort Teil der Herrschaft von Großmichel (heute Michalovce), 1451 kam er zum Drugeth'schen Herrschaftsgebiet von Humenné. Weitere Besitzer waren unter anderen die Familien Rákóczi (im 16. Jh.), Szirmay und Okolicsányi (beide 1698) und Széchenyi (im 19. Jh.).
1557 wurden 11 Porta verzeichnet, 1715 gab es 30 verlassene und 23 bewohnte Haushalte. 1787 hatte die Ortschaft 103 Häuser und 861 Einwohner, 1828 zählte man 152 Häuser und 1153 Einwohner, die als Fuhrleute, Landwirte und Obstbauern und teilweise als Handwerker tätig waren.
Bis 1918 gehörte die im Komitat Semplin liegende Stadt zum Königreich Ungarn und kam danach zur Tschechoslowakei beziehungsweise heute Slowakei. In der Zeit der ersten tschechoslowakischen Republik war Strážske eine überwiegend landwirtschaftlich geprägte Gemeinde. Nach 1945 begann eine Umwandlung der Wirtschaftsstruktur der Stadt, als hier von 1952 bis 1956 die Chemiefabrik Chemko gebaut wurde. Die örtliche Einheitliche landwirtschaftliche Genossenschaft (Abk. JRD) wurde im Jahr 1956 gegründet und 1961 in das Staatsgut angegliedert. Am 15. April 1968 erhielt Strážske das Stadtrecht.

## Bevölkerung
| Jahr                | 1994 | 2004    | 2014    | 2024    |
| ------------------- | ---- | ------- | ------- | ------- |
| Anzahl der Personen | 4427 | 4455    | 4398    | 4166    |
| Unterschied         |      | +0,63 % | −1,27 % | −5,27 % |

| Jahr                | 2023 | 2024    |
| ------------------- | ---- | ------- |
| Anzahl der Personen | 4191 | 4166    |
| Unterschied         |      | −0,59 % |

Nach der Volkszählung 2011 wohnten in Strážske 4416 Einwohner, davon 3986 Slowaken, 37 Roma, 31 Russinen, 21 Ukrainer, 17 Tschechen, 15 Magyaren, drei Russen, jeweils zwei Deutsche und Polen und ein Mährer. Drei Einwohner gaben eine andere Ethnie an und 298 Einwohner machten keine Angabe zur Ethnie.
2743 Einwohner bekannten sich zur römisch-katholischen Kirche, 806 Einwohner zur griechisch-katholischen Kirche, 120 Einwohner zur orthodoxen Kirche, 66 Einwohner zur Evangelischen Kirche A. B., 31 Einwohner zur reformierten Kirche, sieben Einwohner zu den christlichen Gemeinden, sechs Einwohner zu den Zeugen Jehovas, vier Einwohner zur tschechoslowakischen hussitischen Kirche und drei Einwohner zu den Brethren. Acht Einwohner bekannten sich zu einer anderen Konfession, 251 Einwohner waren konfessionslos und bei 371 Einwohnern wurde die Konfession nicht ermittelt.

## Bauwerke und Denkmäler

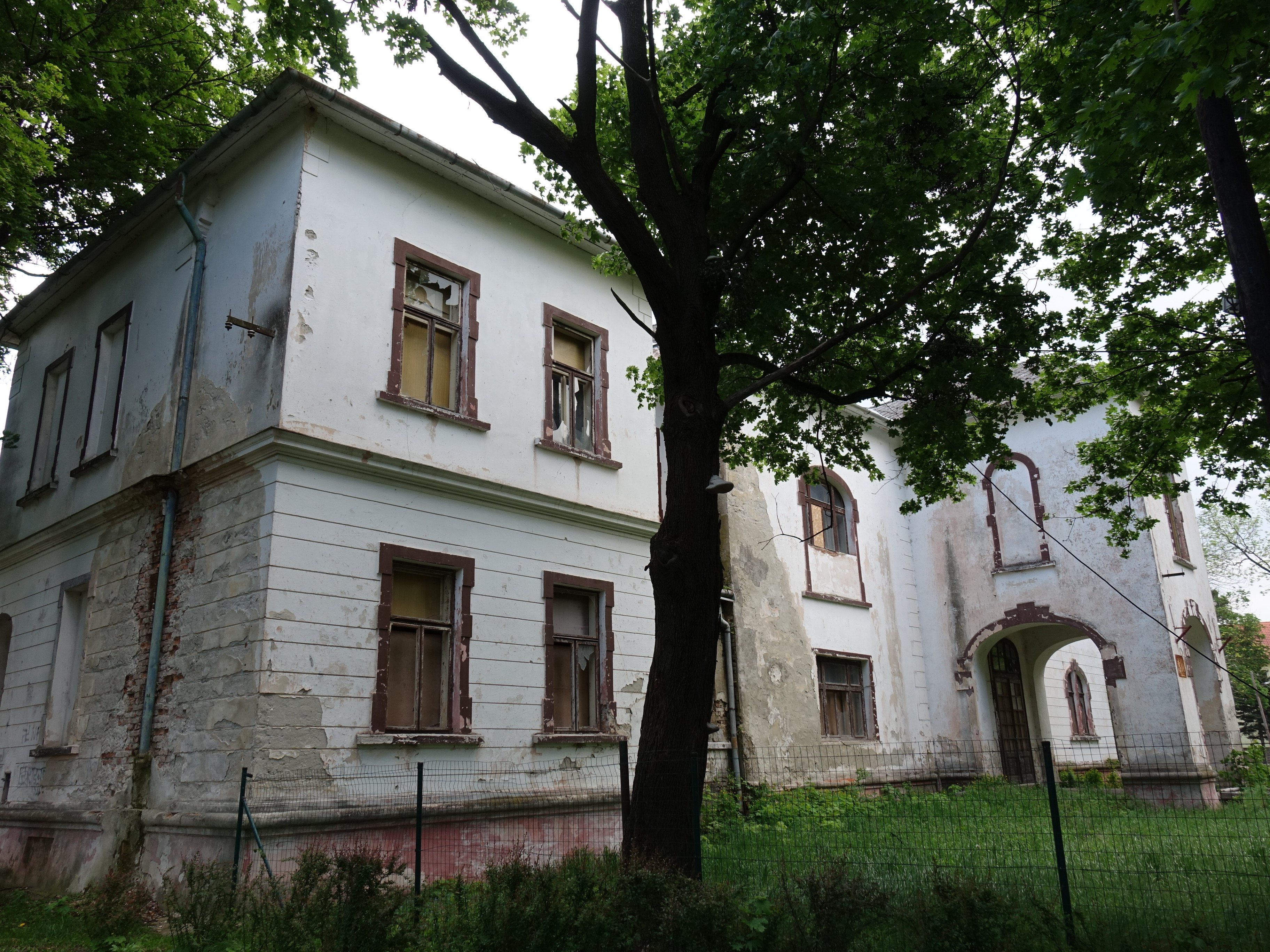
Ansicht des Landschlosses

- römisch-katholische Kirche Himmelfahrt des Herrn im klassizistischen Stil aus dem Jahr 1840
- römisch-katholische Johannes-Nepomuk-Kirche im Stadtteil Krivošťany
- griechisch-katholische Kirche Himmelfahrt des Herrn
- orthodoxe Kirche Himmelfahrt des Herrn und Nikolaus der Wundertäter
- Denkmal an die Gefallenen im Ersten Weltkrieg
- Landschloss des Geschlechts Széchenyi im Jugendstil aus dem Jahr 1901, mit einem großen Schlosspark (heute Stadtpark), heute ist das Gebäude ohne Nutzung und in schlechtem Zustand[7]

## Wirtschaft und Verkehr

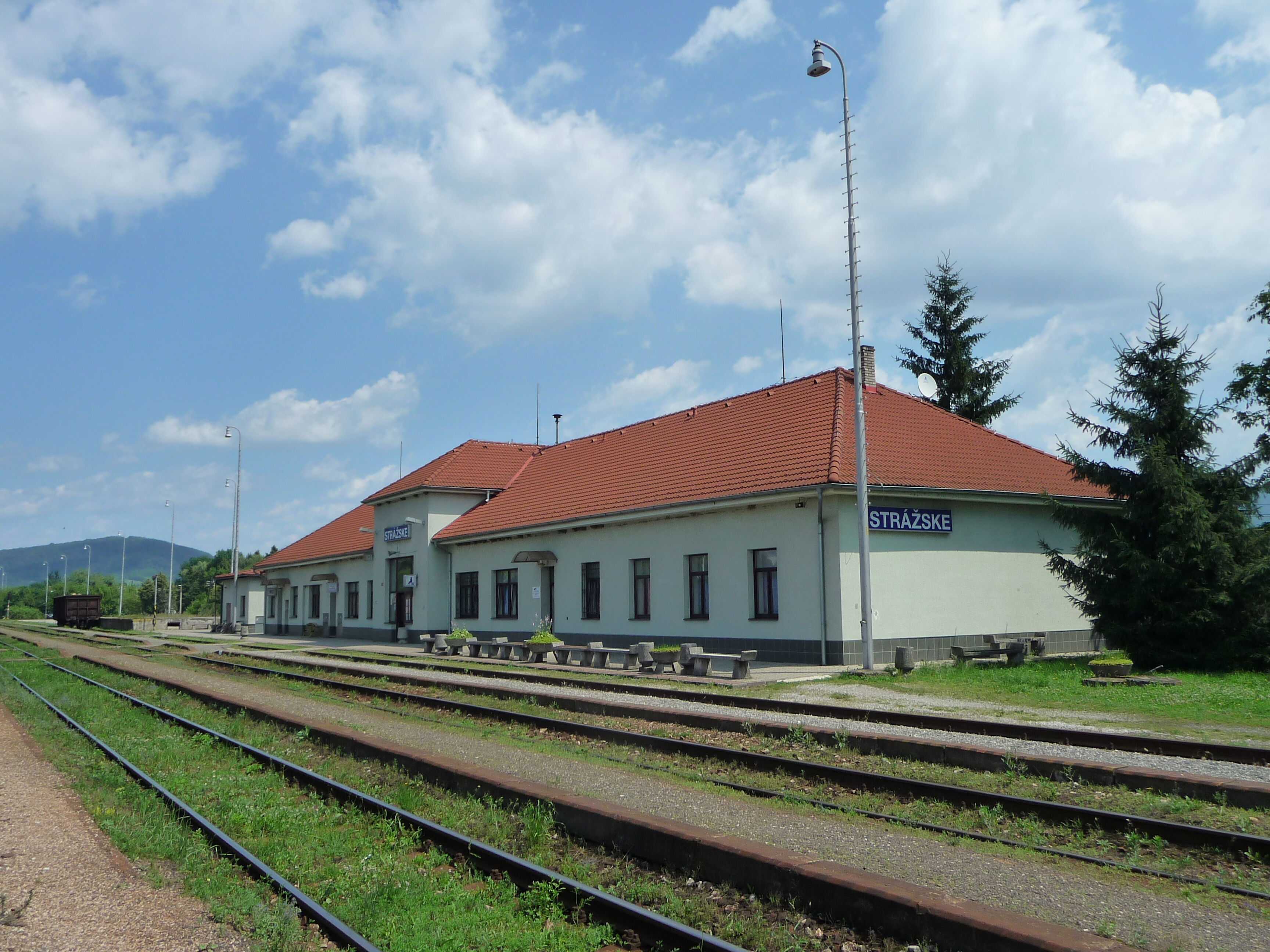
Bahnhof Strážske

In Strážske ist die Chemiefabrik Chemko Slovakia beziehungsweise Teilbetriebe ansässig. Mit der Fabrik ist eine Umweltaltlast verbunden, als hier von 1959 bis 1984 21.500 Tonnen von PCB produziert wurden, wobei mehrere dutzend Tonnen in die Umgebung gelangten und Gewässer, Böden und Luft in der Nordhälfte des Okres Michalovce kontaminierten, mit verbundenen negativen Auswirkungen auf die Gesundheit der Bevölkerung.
Durch die Stadt verläuft die Cesta I. triedy 18 („Straße 1. Ordnung“) von Prešov und Vranov nad Topľou heraus und weiter nach Michalovce (Anschluss an die internationale Cesta I. triedy 19 (E 50, E 58)). In der Stadt beginnt die Cesta I. triedy 74 nach Humenné, Snina und zur ukrainischen Grenze bei Ubľa. Der Busbahnhof der Stadt befindet sich im Stadtzentrum. Strážske hat einen Bahnhof an der Bahnstrecke Michaľany–Łupków und ist in ebendiesem Bahnhof Ausgangspunkt der Bahnstrecke Strážske–Prešov.